# (9154) Kolʹtsovo
(9154) Kolʹtsovo es un asteroide perteneciente al cinturón de asteroides, descubierto el 16 de septiembre de 1982 por la astrónoma soviética Liudmila Chernyj desde el Observatorio Astrofísico de Crimea.

## Designación y nombre
Designado provisionalmente como  1982 SP6 . Fue nombrado Kolʹtsovo en homenaje al municipio ruso Koltsovo, donde se encuentra el Instituto de Biotecnología y Virología de Rusia.